# Daan Holst
Daan Holst (Amsterdam, 16 februari 1945 - Varsenare, 25 november 2014) was een Nederlands wielrenner, die van 1967-1979 actief was.

## Overwinningen
1967
- 3e etappe Olympia's Tour

1968
- Ronde van Midden-Nederland

1970
- Proloog Parijs-Nice (Met Leo Duyndam, Jacques Frijters, Jan Krekels, Harry Steevens, Gerard Vianen, Richard Bukacki, Cees Rentmeester.)

## Resultaten in voornaamste wedstrijden
| Jaar | Gent-Wevelgem | Ronde van Vlaanderen | Amstel Gold Race |
| ---- | ------------- | -------------------- | ---------------- |
| 1970 |               |                      | 40e              |
| 1971 | 73e           |                      |                  |
| 1973 |               | 30e                  |                  |
| 1974 |               | 49e                  |                  |

Wielerploegen van Daan Holst
Bayssière ·
Bölke ·
Bracke ·
Daunat ·
Delisle ·
Desvages ·
Dumont ·
Frennet ·
Gruchet ·
Hill ·
Holst ·
Johanns ·
Karstens ·
Letort ·
Mathy ·
Morn ·
Nijdam ·
Notaerts ·
Pingeon ·
Rabaute ·
Raymond · 
Samy ·
Van Der Linde ·
Van Coningsloo ·
Vandenbergh ·
Verstrepen ·
van der Vleuten · 
Zimmermann
Blockx ·
Callens (vanaf 13/08) ·
Capiau (vanaf 19/08) ·
Coppens ·
Cornet (vanaf 04/09) ·
Coulon (vanaf 04/12) ·
G. David ·
W. David ·
De Block (vanaf 29/05) ·
De Loof ·
De Marteleire ·
Demunster ·
Decan ·
Dedeckere ·
Delaere ·
Donie ·
Foré ·
Furnière ·
Geirland ·
Godefroot ·
Gosselin (vanaf 05/06) ·
Hellebuyck (vanaf 13/08) ·
Hemeryck (vanaf 25/07) ·
Holst (vanaf 09/08) ·
Houbrechts ·
Hutsebaut (vanaf 26/08) ·
Kegels ·
Leman ·
Maes ·
Mahieu (vanaf 27/03) ·
Messelis (vanaf 24/09) ·
Monteyne ·
Nassen ·
Rasson ·
Seeuws ·
Smissaert ·
Sohier ·
Van Audenaerde ·
Van Damme ·
Van de Vijver ·
Van Den Berghe ·
Van Espen ·
Vanclooster ·
Vandromme ·
Vanhoutte ·
Vrancken
Blockx ·
Bodart ·
Campadelli ·
Capiau ·
Clauwaert ·
Coppens ·
Corneillie ·
Coulon ·
Crapez (vanaf 24/09) ·
G. David ·
W. David ·
De Block ·
De Boever ·
De Loof ·
De Pauw ·
E. De Vlaeminck ·
R. De Vlaeminck (vanaf 02/03) ·
De Winter (tot 01/06) ·
Dedeckere ·
Donie ·
Furnière ·
Germain (vanaf 17/02) ·
Gilmore ·
Godefroot ·
Gorez ·
Gosselin ·
Hemeryck ·
Holst ·
Houbrechts ·
Hutsebaut ·
Jarolewski ·
Leman ·
Lievens (vanaf 29/09) ·
Mahieu ·
Messelis ·
Monseré ·
Monteyne ·
Nassen ·
Ongenae (vanaf 28/07) ·
Thoma ·
Van Damme ·
Van de Vijver ·
Van Den Bempt (vanaf 01/04) ·
Van Den Berghe (vanaf 31/03) ·
Van Espen ·
Van Parijs (vanaf 30/09) ·
Vanclooster ·
Vande Moortel ·
Vandromme ·
Vanhoutte ·
Zwaenepoel (vanaf 18/08)